# Futbol'nyj Klub Desna Černihiv
Il Futbol'nyj Klub Desna Černihiv (in ucraino футбольний клуб Десна Чернігів?), noto semplicemente come Desna Černihiv, è una società di calcio di Černihiv, in Ucraina. Dal 2022 sospende le attività a causa dell'invasione russa dell'Ucraina.

## Storia

### Fondata con il nome di Avanhard Černihiv
La squadra di maestri fu fondata a Černihiv nel 1960 con il nome di "Avanhard" come parte della società sportiva repubblicana Avanhard e partecipando a competizioni per le competizioni di classe "B" (contemporaneamente Campionato di calcio dell'SSR ucraino). Quell'anno l'"Avanhard" Černihiv avrebbe preso parte al campionato statale di calcio (sfida) tra le squadre di classe B. La squadra è stata creata su una preesistente squadra cittadina, che era anche conosciuta come Avanhard e giocava in precedenza nelle competizioni a livello repubblicano.
Nella stagione 1958 Viktor Bannikov firmò per un anno, fu considerato uno dei migliori portieri dell'Unione Sovietica, guadagnandosi il titolo di migliore due volte nel 1964 e 1970 e il titolo di distinto Maestro dello Sport dell'URSS (1991). Dal 1966 al 1979 il portiere fu Jurij Hruznov di Černihiv.
Nella squadra di "Avanhard Černihiv" furono schierati i migliori calciatori dell'oblast' di Černihiv. Tra loro c'erano il portiere V. Lomako, i giocatori V. Kravčyns'kyj, Juchym Škol'nikov, O. Finkelberh e altri. Così il presidente del consiglio regionale delle società e organizzazioni sportive V. Tatur informò i lettori di "Desnjanska Pravda" il 10 febbraio 1960: «Allenatore della squadra viene nominato Aleksandr Ščanov, ex giocatore della Dynamo Kiev. In questi giorni l'"Avanhard" procederà con la sua formazione e già nel prossimo futuro a Černihiv inizierà la ricostruzione e l'aggiornamento dello stadio della città. Alla sua costruzione prenderanno parte parecchi residenti della città, attivisti pubblici, giovanili e del Komsomol'». In oltre 26 stagioni nei campionati dell'URSS, il Desna giocò 1.099 partite, di cui 380 vinte, 301 pareggiate e 418 perse. Segnò 1145 gol e ne subì 1251.
A febbraio, l'"Avanhard Černihiv" prese parte al campionato invernale dell'oblast' di Černihiv, e giocò la prima partita ufficiale il 17 aprile 1960 a Kirovohrad contro lo Zirka (0-3). Nella partita successiva, l'"Avanhard" pareggiò con l'Arsenal di Kiev (0-0), e poi perse nel suo campo di casa contro il Lokomotiv Vinnycja (oggi FC Nyva Vinnycja) con un punteggio di 0-6. Nel maggio del 1960, Aleksandr Ščanov fu licenziato. Gli succedette il suo assistente Anatolij Žigan, ingaggiato nel luglio 1960. Nella sua prima stagione nel campionato sovietica, la squadra ottenne il 16º posto su 17 squadre nella 1ª zona della classe ucraina Classe B (secondo livello).

### Da Avanhard Černihiv in FC Desna Černihiv

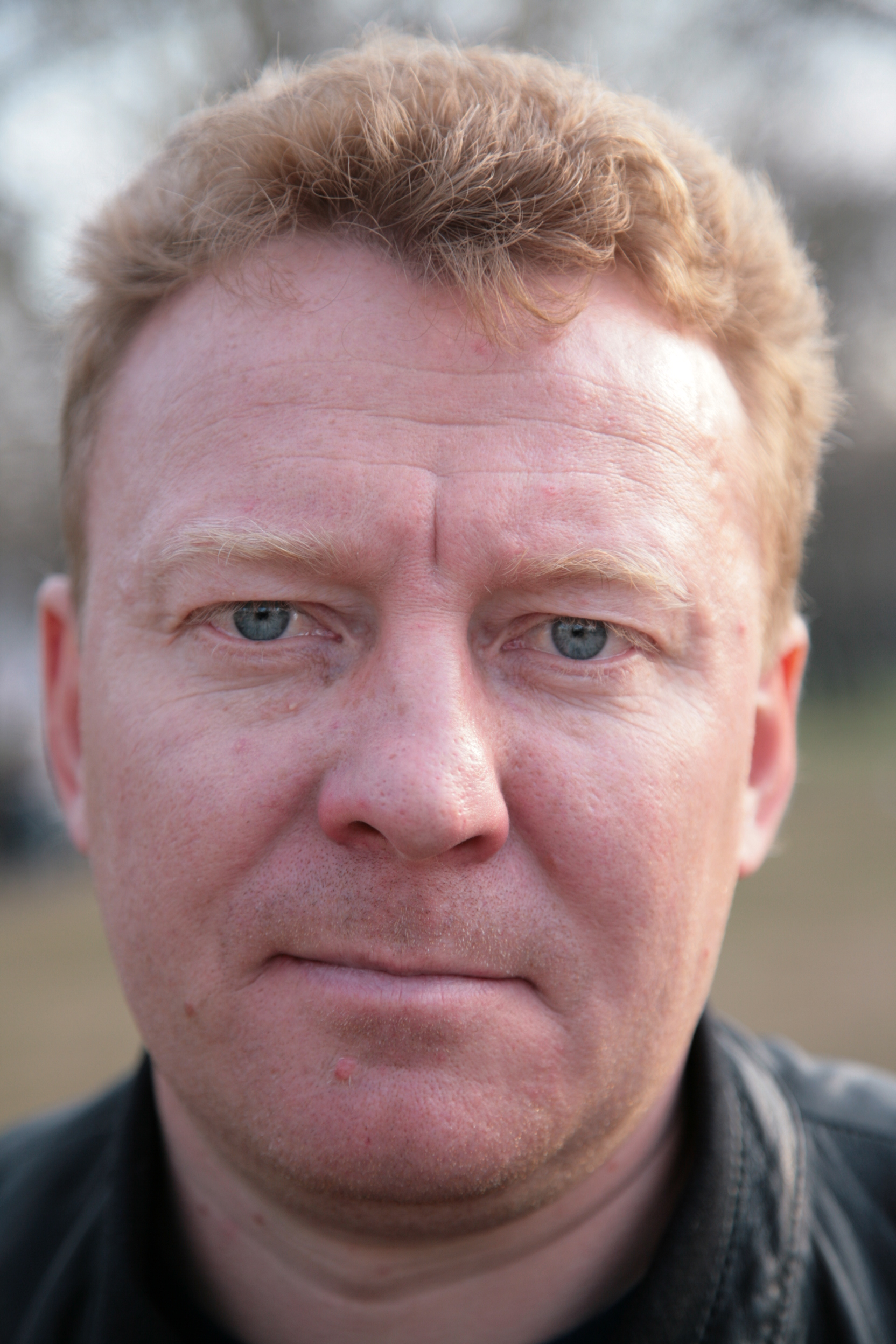
Oleh Kuznjecov, ha giocato nel Desna nella stagione 1981–1982.

Dal 1961 al 1970 la squadra era chiamata Desna. Nel 1972 la squadra fu sostituita dal FC Černihiv, attivo fino al 1977, anno in cui la squadra della città divenne il Chimik Černihiv, promosso nella terza serie sovietica. I colori sociali originari prevedevano una divisa completamente blu.
Nel 1961 la squadra ricevette il nome di Desna. Secondo i risultati della stagione 1961, il Desna occupava il 5º posto nel suo gruppo e il 10º posto nella finale della SSR ucraina (classe "B"). Tra tutte le squadre ucraine del campionato dell'URSS il Černihiv era la tredicesima.
Nel 1962, la squadra fu allenata da Evgenij Gorjans'kyj e nel 1965 il Desna raggiunse il suo massimo successo nell'era dell'Unione Sovietica. Sconfiggendo sei avversari, comprese le squadre di classe "A" - Šinnik e Neftçi, la squadra raggiunse gli ottavi di finale della Coppa dell'URSS, dove perse contro il "Kairat" ad Almaty con un punteggio di 3-4. La stagione successiva, la squadra ha combattuto per la leadership nella prima zona della serie B - i vincitori hanno avuto il diritto di lottare per assicurarsi il secondo gruppo della classe "A" (successivamente riorganizzato nella Prima Lega). Il Desna è saltato in avanti solo Dynamo Chmel'nyc'kyj, e in classifica generale raggiunse il 4º posto nel campionato della SSR ucraina.
Nel 1968 il Desna, ottenendo il quarto posto nel torneo finale delle migliori squadre ucraine della serie B, vinse un biglietto per il secondo gruppo della serie A. Alla fine della stagione 1970, la squadra raggiunse l'11º posto tra 22 squadre, ma alla fine dell'anno la decisione del nuovo capo della regione di Černihiv fu di sciogliere il club. Nel 1972 la città di Černihiv era rappresentata da una squadra di calcio chiamata "squadra della città di Černihiv" e in seguito ribattezzata SC Černihiv. La squadra rappresentava le forze armate del distretto militare di Kiev e meglio conosciuta come SKA Kiev. La stagione 1976 fu la sua ultima stagione a livello professionale.
Nello stesso periodo nel 1976 il Chimik Černihiv, guidato dall'ex giocatore del Desna, Juchym Škol'nykov, vinse il campionato ucraino SSR tra le squadre di cultura fisica, ottenendo così l'opportunità di partecipare a livello professionale, la Seconda Lega Sovietica. Nel 1977 il Desna, la cui formazione era composta dagli ex giocatori del Chimik Černihiv, entrò nella Seconda Lega Sovietica. Nella stagione 1982, la squadra, 2ª nella zona ucraina della Seconda Lega, vinse le medaglie d'argento del campionato di calcio della SSR ucraina.
Nella stagione 1981-1982 Oleh Kuznjecov, ha giocato per l'FC Desna Černihiv, in seguito giocò per la Dinamo Kiev, i Rangers, il Maccabi Haifa e il CSKA-Borysfen Kiev.
Nell'estate 1982, il club ingaggiò il difensore Oleksandr Rjabokon', che successivamente sarà nominato allenatore nel 2008-2009. Nel 1983-1984 la squadra fu allenata dall'esperto tecnico Evgenij Gorjanskij, che allenò anche la nazionale sovietica e squadre come la Dinamo Kiev, Dynamo Mosca e lo Zenit Leningrado.
Dal 1985 al 1986 ebbe come allenatore Mychajlo Fomenko. Nel 1990 è entrato nella semifinale della Coppa del SSR ucraino contro il Naftovyk Ochtyrka. Nel 1991 è entrato nei quarti di finale della Coppa del SSR ucraina contro il Kryvbas Kryvyj Rih.

### Dalla Lega Sovietica a quella Ucraina

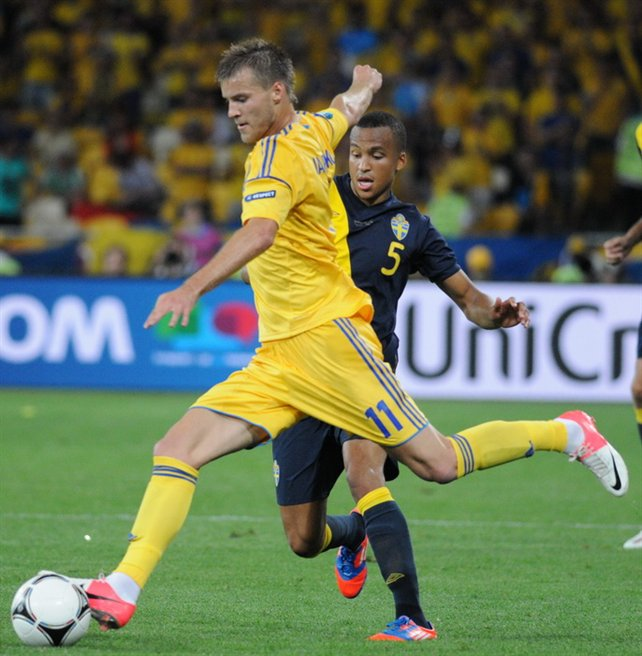
Andrij Jarmolenko ha giocato nel Desna nel 2006/2007.

Dopo il crollo dell'Unione Sovietica e la proclamazione dell'indipendenza dell'Ucraina, il Desna iniziò a giocare nella Persha Liha (Ukrainian First League) ucraina, ma nella stagione 1993/94 fu retrocessa al terzo livello. L'allenatore dal 1990 al 1993 era Jurij Hruznov e il club ha vinto il secondo girone del campionato nel 1997, la squadra è tornata in Persha Liha per due stagioni. Dal 1999, per sette stagioni, i calciatori di Černihiv si sono esibiti nella Druha Liha (Seconda Lega). Nell'estate del 2003, il club ha acquisito il difensore serbo Milan Zagorac e l'allenatore è stato Vadym Lazorenko dal 2002 al 2004. Il Desna ha conquistato il secondo posto nella druha liha ucraina con Oleksandr Kožemiačenko autore di 20 gol e nella stagione 2005-2006 ha finalmente vinto la Druha Liha ucraina, riportando la squadra nella Persha Liha ucraina nella stagione 2006-2007. 
Nell'estate 2006, dalle giovanili debutta in prima squadra il giovane Andrij Jarmolenko,  che in seguito giocherà per la Dinamo Kiev, Borussia Dortmund e successivamente per il West Ham. Ha anche giocato per la squadra under 21 per le Qualificazioni ai Campionati Europei Under 19. Successivamente ha partecipato alle qualifiche e alle finali del Campionato europeo di calcio Under 21 UEFA 2011. Con la squadra nazionale ucraina, nella partita di qualificazione alla Coppa del Mondo FIFA 2010 contro Andorra, Jarmolenko ha fatto la sua prima apparizione nella nazionale maggiore in Ucraina. Il 2 settembre 2011, in un'amichevole internazionale contro l'Uruguay a Charkiv, Jarmolenko ha battuto un record, segnando dopo 14 secondi, il gol più veloce della nazionale ucraina.
Nella stagione 2007/08 il Desna ha conquistato il 4º posto nella Persha Liha, che a quel tempo era il miglior risultato della squadra nel campionato ucraino. Nel novembre 2008 il presidente del club Oleksij Savčenko ha annunciato di aver venduto il 50% delle azioni del club per 10 milioni di grivne e il comproprietario del club è diventato parlamentare ucraino del Partito delle Regioni Pavlo Klymec', proprietario della società "Olimp" specializzata nella produzione di vodka. Dopo la fine della stagione 2009/10, il Desna è stato privato dello status professionale per non aver superato la certificazione, ma la nuova dirigenza è riuscita a rilanciare la squadra e iscriverla nella Druha Liha (Ukrainian Second League) . Nella stagione 2011-2012, l'allenatore è stato Oleksandr Deriberin che ha portato il club al secondo posto nella seconda lega ucraina e ha ottenuto i play-off.
Al termine della stagione 2010-2011 la squadra fallì e la federcalcio ucraina ritirò la licenza. Il club fu quindi rifondato nel 2010 come SFC Desna Černihiv, e riammesso in Druha Liha.

### Quarti di Finale della Coppa d'Ucraina

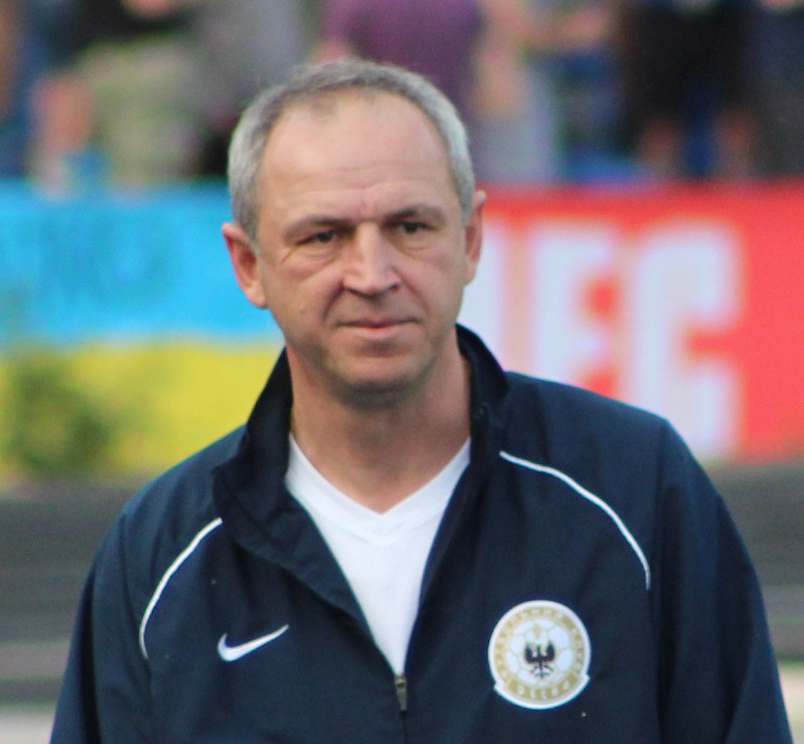
Oleksandr Rjabokon', l'allenatore del Desna.

Nella stagione 2012-2013, Desna ha vinto il titolo ucraino della Druha Liha ed è salita in classe. Dopo i risultati del campionato 2013/14, la squadra ha conquistato la 5ª posizione nella Persha Liha. Nella Coppa d'Ucraina nella stagione 2013-14, la squadra per la prima volta nella storia ha raggiunto i quarti di finale, dopo aver battuto "Metalurh" Zaporižžja (1-1, 5-4 dopo i calci di rigore) sul suo campo. Nei quarti di finale con lo Šachtar Desna ha perso con un punteggio di 0-2. L'allenatore Oleksandr Rjabokon' è stato eletto miglior allenatore della Persha Liha ucraina nella stagione 2016-2017.
Nell'estate 2016, il club ha acquistato l'attaccante Oleksandr Filippov, dall'FC Avanhard Kramators'k e nella stagione 2016/17 il Desna ha vinto le medaglie d'argento della Prima Lega e per la prima volta nella storia ha ottenuto il diritto di competere in Premier League.
Tuttavia, il 1º giugno 2017, è stato annunciato che al Desna è stato negato il ricevimento della licenza per giocare nella massima divisione. L'argomento era che il club non è in grado di fornire garanzie per un adeguato finanziamento delle infrastrutture. In realtà, il problema non riguardava solo le irregolarità finanziarie semi-ombreggiate, ma anche la proprietà losca del club. La licenza è stata ricevuta da NK Veres Rivne, la squadra al terzo posto durante l'ultima stagione nella divisione di secondo livello.
Entrambi i club FC Desna Černihiv e NK Veres Rivne non hanno giocato negli stadi di casa nella Prima Lega ucraina 2016-17. Il primo ha suonato a Kiev all'Arena Obolon, mentre l'altro ha suonato a Varaš, allo stadio Izotop della centrale nucleare di Rivne. La dirigenza del Desna ha pubblicato una lettera di protesta prima di una riunione del rappresentante della FFU. Il 2 giugno 2017 è stato annunciato la composizione finale dei club e il calendario per la stagione successiva. Nell'estate 2017 l'FC Desna ha ingaggiato Temur Parcvanija che nel 2009 ha vinto il campionato europeo di calcio Under 19 2009 con l'Ucraina-19. Nell'ottobre 2017 il presidente del club Aleksej Čebotarëv si è dimesso per essere ricercato dalle forze dell'ordine ucraine ed è corso dall'Ucraina, la proprietà del club è stata passata a Volodymyr Levin. In particolare, l'ex presidente sospetta di essere coinvolto nell'organizzazione di gruppi criminali coinvolti in omicidi e rapimenti durante gli eventi Euromaidan a Kiev nell'autunno-inverno 2013-14. Alcuni seguaci del calcio hanno sottolineato che il club stava dimostrando con orgoglio il consiglio di sorveglianza del club senza mostrare alcuna informazione sul proprietario del club (un problema comune nella maggior parte dei club professionistici ucraini), tre membri su 14 erano anche membri attuali del Comitato esecutivo UAF tra cui Hennadij Prokopovyč e Artem Frankov, nonché il presidente dell'Ucraina UFP Serhij Makarov.

### Promozione in Prem"jer-liha
Secondo i risultati della stagione 2017/18, il Desna ha vinto le medaglie di bronzo della Prima Lega e ha ottenuto il diritto di competere in Premier League attraverso gli spareggi contro lo Zirka Kropyvnyc'kyj. Il capitano Denys Favorov fu eletto miglior giocatore della prima Perša Liha:   ucraina nella stagione 2017-2018.
Nella stagione 2013-2014, accede per la prima volta ai quarti di finale dalla Coppa d'Ucraina, contro lo Šachtar.
Nel Stagione 2016-2017, la squadra terminò il campionato di Perša Liha al secondo posto, ma la federcalcio nazionale ukraina non ne permise la promozione (facendo ascendere al suo posto il Veres Rivne), poiché non sarebbe stata in grado di sostenere i costi finanziari delle infrastrutture necessarie per la disputa del campionato di Prem"jer-liha 2017-2018. Nella stagione successiva terminò il campionato al terzo posto, qualificandosi allo spareggio promozione contro lo Zirka e ottenendo la prima promozione in massima serie della propria storia dopo aver avuto la meglio nel doppio scontro.
Nella Prem"jer-liha 2018-2019, conclude il campionato con un buon 8º posto in classifica. In Coppa d'Ucraina sempre nella stagione 2018-2019 riesce ad arrivare ai quarti di finale, contro la Dinamo Kiev. Due anni dopo si ripete arrivando nuovamente ai quarti di finale della Coppa d'Ucraina nella stagione 2019-2020.

### Europa League
Nella Prem"jer-liha 2019-2020, riesce a ottenere un 4º posto, alle spalle di squadre blasonate come Šachtar, Dinamo Kiev e Zorja, qualificandosi per i play-off per il titolo e la qualificazione alle competizioni europee. Inoltre nella partita fuori casa con il Karpaty terminata 2-6 per il Desna, risulta la partita con più goal del campionato. Il Desna si qualifica per il terzo turno della UEFA Europa League nella stagione 2020-21 in cui vengono sconfitti per 2-0 dal Wolfsburg allo stadio AOK Stadion.

## Stemma
Lo stemma del club creato all'inizio del 2008, conteneva l'immagine di un'aquila dallo stemma di Černihiv e quello dello stemma del principe di Černihiv Mstislav Vladimirovič l'Audace.
Lo stemma moderno, realizzato nei tradizionali colori bianco e blu del Desna, è stato presentato il 27 luglio 2016. I tifosi della squadra hanno partecipato allo sviluppo dello stemma. Sullo scudo è un'aquila stilizzata, elemento principale dello stemma cittadino di Černihiv. L'immagine dell'aquila fu usata come simbolo dei principi di Černihiv dalla metà del X secolo. La croce d'oro, che regge l'aquila, simboleggia l'importanza del cristianesimo nella storia della città, uno dei principali centri spirituali dell'Ucraina. Le strisce verticali blu e bianche si basano sulla forma in cui i giocatori del Desna giocano dal 1962. L'iscrizione "Desna" è realizzata con un carattere utilizzato sui precedenti emblemi del club.

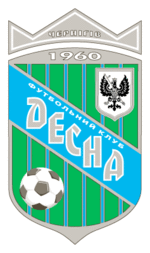
Emblema fino al 2008
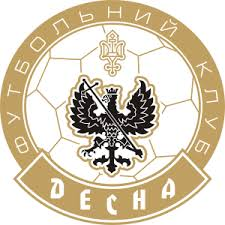
Emblema dal 2008 al 2016
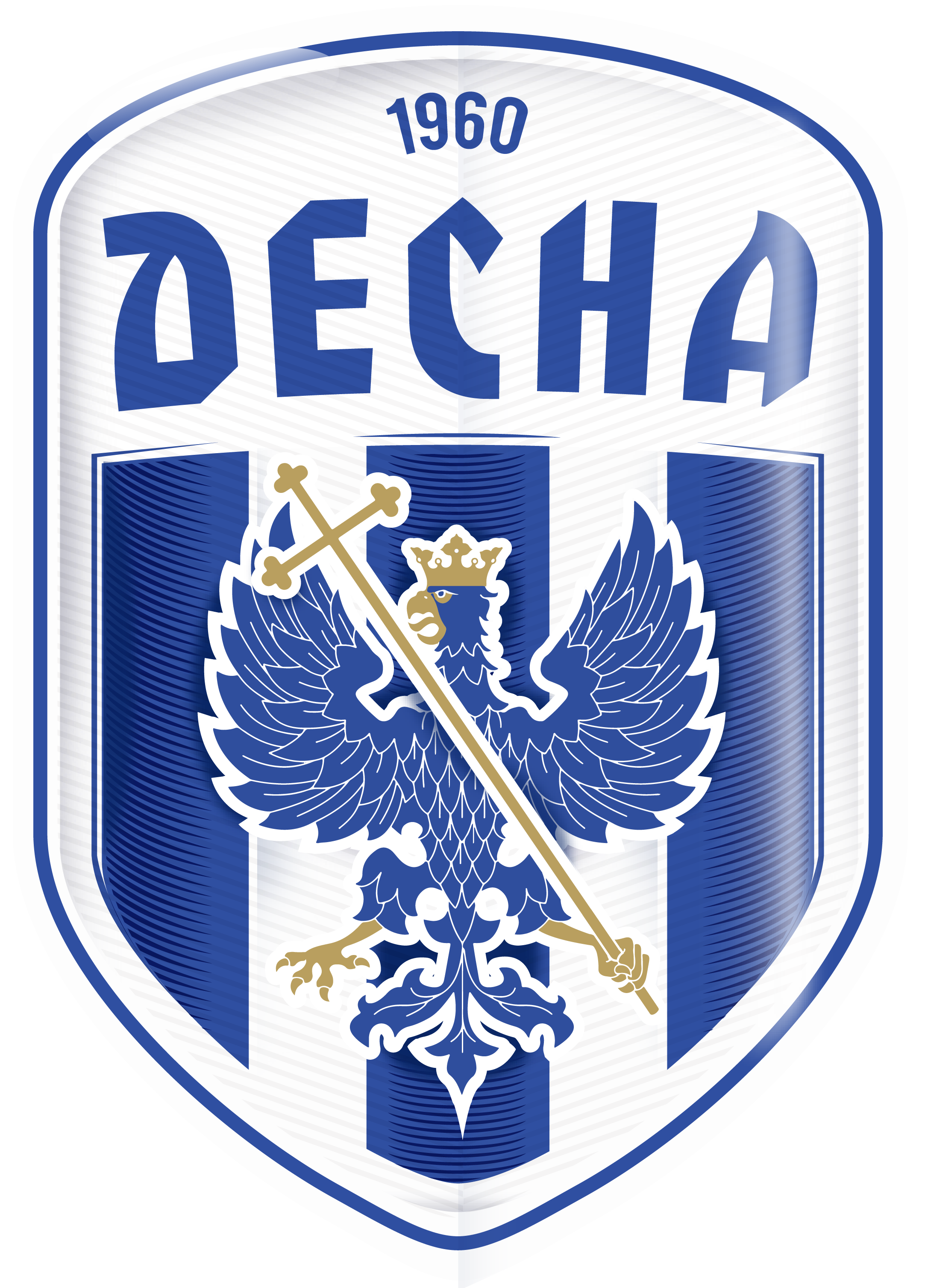
Emblema in uso dal 2016

## Stadio

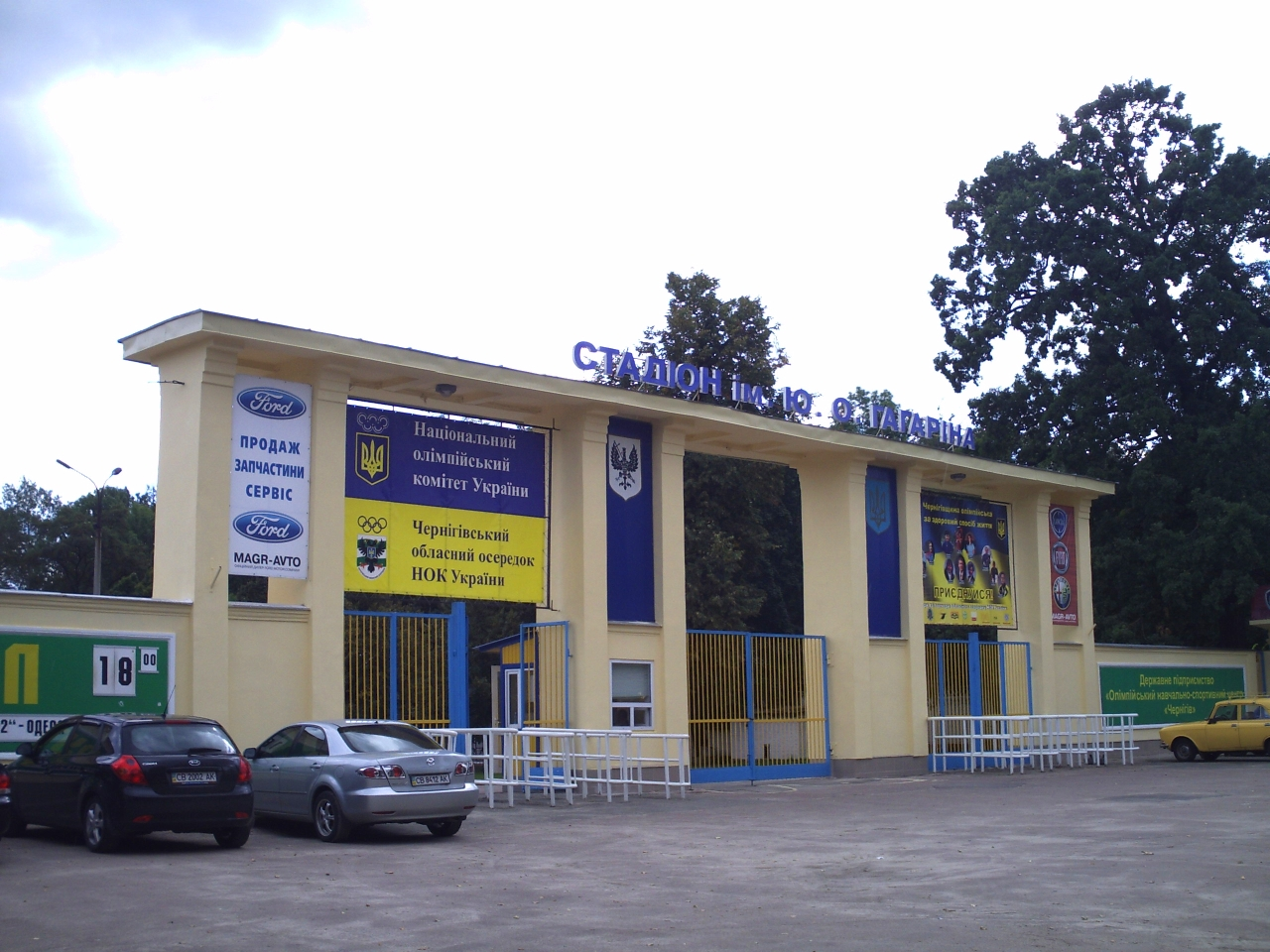
Ingresso principale dello stadio in Černihiv.

Lo stadio di Černihiv, precedentemente noto come Stadio Jurij Gagarin, fu inaugurato nel 1936 per 3000 spettatori nella parte orientale di un parco cittadino (giardino) che esiste dal 1804 e dove precedentemente si trovava la residenza degli arcivescovi di Černihiv. Durante la Seconda guerra mondiale, lo stadio Černihiv fu gravemente danneggiato e negli anni '50 fu completamente ricostruito, includendo le mura dello stadio e due tribune per 11.000 spettatori. Nel 1961, prese il nome dal cosmonauta sovietico russo Jurij Gagarin. Il 25 maggio 1964, Jurij Gagarin in persona visitò lo stadio. A metà degli anni '80, la capienza dello stadio fu aumentata a 14.000. Nell'ottobre 2011, lo stadio ha ricevuto quasi cinque milioni di grivne per lavori di ristrutturazione. Attualmente ospita le partite del Desna Černihiv, la squadra principale della città di Černihiv e della nazionale di calcio femminile dell'Ucraina. Lo stadio si trova a fianco del Museo e Biblioteca storica Tarnovs'kyj, un paio di km dal centro della città, vicino all'Università Nazionale di Tecnologia di Černihiv, nella strada Šavčenka n. 61.

## Organici delle stagioni passate

### Rosa 2021-2022
Aggiornato al 11 marzo 2022
| N. |                    | Ruolo | Calciatore            |
| -- | ------------------ | ----- | --------------------- |
| 1  | Ucraina (bandiera) | P     | Dmytro Sydorenko      |
| 2  | Ucraina (bandiera) | D     | Vadym Zhuk            |
| 3  | Ucraina (bandiera) | D     | Oleksandr Safronov    |
| 4  | Ucraina (bandiera) | D     | Jevhen Cymbaljuk      |
| 5  | Ucraina (bandiera) | D     | Oleksandr Masalov     |
| 6  | Ucraina (bandiera) | D     | Kristian Bilovar      |
| 6  | Ucraina (bandiera) | D     | Oleksij Kovtun        |
| 7  | Ucraina (bandiera) | C     | Serhij Bolbat         |
| 7  | Ucraina (bandiera) | C     | Oleksij Huculjak      |
| 8  | Ucraina (bandiera) | C     | Andrij Dombrovs'kyj   |
| 9  | Georgia (bandiera) | C     | Levan Arveladze       |
| 10 | Ucraina (bandiera) | C     | Andrij Totovyc'kyj    |
| 11 | Ucraina (bandiera) | C     | Vladyslav Kalytvyncev |
| 11 | Ucraina (bandiera) | C     | Oleksiy Pashchenko    |
| 12 | Ucraina (bandiera) | C     | Jehor Kartušov        |
| 15 | Ucraina (bandiera) | C     | Vikentij Vološyn      |
| 16 | Ucraina (bandiera) | C     | Jevhenij Belyč        |

| N. |                    | Ruolo | Calciatore          |
| -- | ------------------ | ----- | ------------------- |
| 17 | Ucraina (bandiera) | C     | Taras Zavijs'kyj    |
| 19 | Ucraina (bandiera) | C     | Denys Demyanenko    |
| 20 | Ucraina (bandiera) | A     | Denys Bezborod'ko   |
| 21 | Ucraina (bandiera) | P     | Roman Mysak         |
| 23 | Ucraina (bandiera) | C     | Danyil Pus          |
| 28 | Ucraina (bandiera) | A     | Pylyp Budkivs'kyj   |
| 28 | Grecia (bandiera)  | A     | Giorgios Ermidis    |
| 33 | Ucraina (bandiera) | D     | Jevhen Selin        |
| 62 | Ucraina (bandiera) | P     | Ilya Karavashchenko |
| 72 | Ucraina (bandiera) | P     | Ihor Lytovka        |
| 77 | Ucraina (bandiera) | A     | Maksym Dehtjar'ov   |
| 80 | Ucraina (bandiera) | C     | Vladlen Jurčenko    |
| 80 | Ucraina (bandiera) | C     | Bohdan Sheiko       |
| 89 | Ucraina (bandiera) | C     | Renat Mochulyak     |
| 90 | Ucraina (bandiera) | A     | Illja Ševcov        |
| 91 | Ucraina (bandiera) | D     | Pavlo Shostka       |
|    | Ucraina (bandiera) | C     | Serhiy Makarenko    |

### Rosa 2020-2021
| N. |                    | Ruolo | Calciatore            |
| -- | ------------------ | ----- | --------------------- |
| 3  | Ucraina (bandiera) | D     | Pavlo Polehen'ko      |
| 4  | Estonia (bandiera) | D     | Joonas Tamm           |
| 5  | Ucraina (bandiera) | D     | Vitalij Jermakov      |
| 6  | Romania (bandiera) | D     | Constantin Dima       |
| 7  | Ucraina (bandiera) | C     | Vladyslav Ohirja      |
| 8  | Ucraina (bandiera) | C     | Andrij Dombrovs'kyj   |
| 9  | Georgia (bandiera) | C     | Levan Arveladze       |
| 10 | Ucraina (bandiera) | C     | Oleksandr Filippov    |
| 10 | Ucraina (bandiera) | C     | Andrij Totovyc'kyj    |
| 11 | Ucraina (bandiera) | C     | Vladyslav Kalytvyncev |
| 12 | Ucraina (bandiera) | C     | Jehor Kartušov        |
| 13 | Ucraina (bandiera) | D     | Jevhen Cepurnenko     |
| 14 | Ucraina (bandiera) | C     | Mychajlo Mudryk       |
| 17 | Ucraina (bandiera) | C     | Andrij Hitčenko       |
| 18 | Ucraina (bandiera) | C     | Bohdan Biloševs'kyj   |

| N. |                    | Ruolo | Calciatore        |
| -- | ------------------ | ----- | ----------------- |
| 19 | Ucraina (bandiera) | C     | Denys Demyanenko  |
| 20 | Ucraina (bandiera) | A     | Denys Bezborod'ko |
| 22 | Ucraina (bandiera) | D     | Andrij Mostovyj   |
| 23 | Ucraina (bandiera) | D     | Artem Suchoc'kyj  |
| 25 | Ucraina (bandiera) | C     | Oleksij Huculjak  |
| 26 | Ucraina (bandiera) | D     | Juchym Konoplja   |
| 27 | Ucraina (bandiera) | C     | Serhij Staren'kyj |
| 28 | Ucraina (bandiera) | A     | Pylyp Budkivs'kyj |
| 32 | Ucraina (bandiera) | C     | Maksym Imerekov   |
| 43 | Ucraina (bandiera) | C     | Artur Zapadnja    |
| 44 | Ucraina (bandiera) | P     | Jevhen Past       |
| 72 | Ucraina (bandiera) | P     | Ihor Lytovka      |
| 77 | Ucraina (bandiera) | A     | Maksym Dehtjar'ov |
| 89 | Ucraina (bandiera) | A     | Oleksandr Volkov  |
| 90 | Ucraina (bandiera) | A     | Illja Ševcov      |

### Rosa 2019-2020
Aggiornata all'8 marzo 2020.
| N. |                    | Ruolo | Calciatore            |
| -- | ------------------ | ----- | --------------------- |
| 4  | Estonia (bandiera) | D     | Joonas Tamm           |
| 5  | Ucraina (bandiera) | C     | Vitalij Jermakov      |
| 7  | Ucraina (bandiera) | C     | Vladyslav Ohirja      |
| 8  | Ucraina (bandiera) | C     | Andrij Dombrovs'kyj   |
| 9  | Ucraina (bandiera) | C     | Levan Arveladze       |
| 10 | Ucraina (bandiera) | A     | Oleksandr Filippov    |
| 11 | Ucraina (bandiera) | C     | Vladyslav Kalytvyncev |
| 12 | Ucraina (bandiera) | C     | Jehor Kartušov        |
| 13 | Ucraina (bandiera) | A     | Dmytro Chl'obas       |
| 16 | Ucraina (bandiera) | C     | Jevhenij Belyč        |
| 17 | Ucraina (bandiera) | D     | Andrij Hitčenko       |
| 20 | Ucraina (bandiera) | C     | Andrij Totovyc'kyj    |

| N. |                    | Ruolo | Calciatore               |
| -- | ------------------ | ----- | ------------------------ |
| 22 | Ucraina (bandiera) | C     | Andrij Mostovyj          |
| 25 | Ucraina (bandiera) | A     | Oleksij Huculjak         |
| 26 | Ucraina (bandiera) | D     | Juchym Konoplja          |
| 27 | Ucraina (bandiera) | C     | Serhij Staren'kyj        |
| 28 | Ucraina (bandiera) | A     | Pylyp Budkivs'kyj        |
| 33 | Ucraina (bandiera) | D     | Jevhen Selin             |
| 35 | Ucraina (bandiera) | P     | Maksym Tatarenko         |
| 43 | Ucraina (bandiera) | C     | Artur Zapadnja           |
| 44 | Ucraina (bandiera) | P     | Jevhen Past              |
| 45 | Ucraina (bandiera) | D     | Denys Favorov (capitano) |
| 72 | Ucraina (bandiera) | P     | Ihor Lytovka             |
| 77 | Ucraina (bandiera) | C     | Orest Kuzyk              |

## Allenatori e presidenti

### Presidenti
- 1994–1997  Ivan Fedorets
- 1997–1998  Arkadiy Rynskyi
- 1998–1999  Volodymyr Khomenko
- 1999–2007  Ivan Chaus
- 2007–2008  Oleksiy Savchenko
- 2008–2009  Pavlo Klymets
- 2009–2009  Valeriy Korotkov
- 2009–2010  Oleksandr Povorozniuk
- 2010–2012  Yuriy Tymoshok
- 2012–2017  Oleksiy Chebotaryov
- 2017–oggi  Volodymyr Levin

## Calciatori

### Coppe Nazionali
- Joonas Tamm: Coppa del Baltico: 1 :2020

### Vincitori di titoli
- Calciatore ucraino dell'anno: 1

 Denys Favorov (2020)
- Miglior Calciatore della Perša Liha: 1

 Denys Favorov (2017-2018)
- Capocannoniere della Prem"jer-liha Under 21: 1

 Illja Ševcov 2019-2020

## Palmarès

### Competizioni nazionali
- Druha Liha: 3

1996–1997 (Gruppo A), 2005–2006 (Gruppo A), 2012–2013 (Gruppo A)

### Altri piazzamenti
- Coppa d'Ucraina:

Quarti di finale 2013-2014, 2017-2018, 2019-2020
- Perša Liha:

Secondo posto: 2016-2017
Terzo posto: 2017-2018
- Druha Liha:

Secondo posto: 2000-2001, 2003-2004, 2004-2005, 2011-2012
Terzo posto: 2002-2003
- Coppa del SSR ucraino:

Semifinale 1990
- Calciatore ucraino dell'anno: 1

2020

## Statistiche

### Statistiche nelle competizioni UEFA
Tabella aggiornata alla fine della stagione 2020-2021.
| Competizione                  | Partecipazioni | G | V | N | P | RF | RS |
| ----------------------------- | -------------- | - | - | - | - | -- | -- |
| Coppa UEFA/UEFA Europa League | 1              | 1 | 0 | 0 | 1 | 0  | 2  |